# Iturrialde

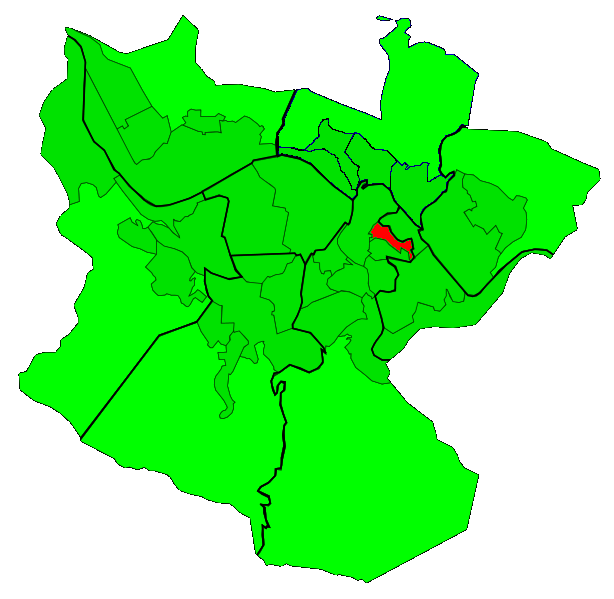
Ubicació d'Iturrialde

Iturrialde és un barri del districte bilbaí d'Ibaiondo. Té una superfície de 0,12 kilòmetres quadrats i una població de 5.952 habitants (2008).
Limita al nord amb els barris de Begoña, a l'oest amb Zazpikaleak, al sud amb Solokoetxe i a l'est amb Santutxu. És un barri d'urbanisme dens que comunica el Nucli Antic amb el barri de Santutxu a través del carrer Iturribide, molt freqüentada per la joventut en el seu extrem proper al Nucli Antic. Hi ha el Museu de Passos de Setmana Santa de Bilbao.